# Келарь, Степан Филиппович
Степан Филиппович Келар (укр. Степан Пилипович Келар; 6 октября 1939, Марамоновка, Королевство Румыния — 7 октября 2018, Киев) — украинский поэт, литературовед, фольклорист и переводчик. Член Национального союза писателей Украины.

## Биография
Родился 6 октября 1939 в селе Марамоновка на севере Молдавии.
В 1973 окончил факультет журналистики Киевского ордена Ленина государственного университета имени Т. Г. Шевченко.
Начал трудовую деятельность в колхозе. С 1962 года по 1982 год работал журналистом.
Публиковался на украинском, русском и молдавском языках. Переводил произведения с белоруского, болгарского, гагаузского, молдавского, польского, румынского, сербохорватского, турецкого и цыганского языков. В частности, в активе Степана Келагра переводы произведений Михая Эминеску, Георге Асаки, М. Козимиренко, А. Шалару, а также цыганские и гагаузские народные сказки. Перевел произведения Тараса Шевченко на цыганский язык.
Автор статей и исследований о языках, фольклоре, культуре, а также о жизни и творчестве молдавских и румынских писателей. В украинских селах Молдавии собирал и обрабатывал украинские народные песни, сказки, пословицы и поговорки. Является составителем диалектно-этнографического словаря и гагаузско-украинского школьного словаря.

## Произведения и переводы
- Сборник «Голоса Молдавии» (1977)
- Сборник «Веселая ярмарка» (1987)
- Сборник стихов «Философия бытия» (1998)
- Сборник «Между Днестром и Прутом» (1989)
- Сборник «Тропами премудрых сказок» (1998)
- Сборник «Синий цветок» (2001)

### В переводах отдельными книгами изданы произведения

#### с цыганского языка
- «Тикушор», авт. А. Шалар (1974)
- «Волшебный колокольчик» (1990)
- «Шутки Балакира» (1992)
- «Из волн времен», авт. Михай Эминеску (2000)
- «Избранное», авт. Георге Асаки (2000)
- «Цыганское солнце», авт. М. Козимиренко (2000)
- «Рассказ о белом аисте», авт. Б. Мариана (2011)

#### с гагаузского языка
- Сборник сказок «Дочка солнца и её бессмертная любовь» (2003)